# Mandíbula (artròpodes)
En els artròpodes, s'anomenen mandíbules les peces bucals postorals (disposades immediatament darrere la boca) dels mandibulats (crustacis, miriàpodes i hexàpodes). No són homòlogues dels quelícers dels quelicerats, que ocupen una posició anatòmica preoral (immediatament abans de la boca).
Es tracta d'apèndixs molt modificats, amb una zona basal engruixida i endurida que du estructures per a tallar i/o triturar, i una zona apical, absent als miriàpodes i hexàpodes, formada per un petit palp als crustacis.

Mandíbula de un crustaci amfípode: 1, procés molar; 2, espines; 3, lacínia; 4, dents apicals; 5, palp.
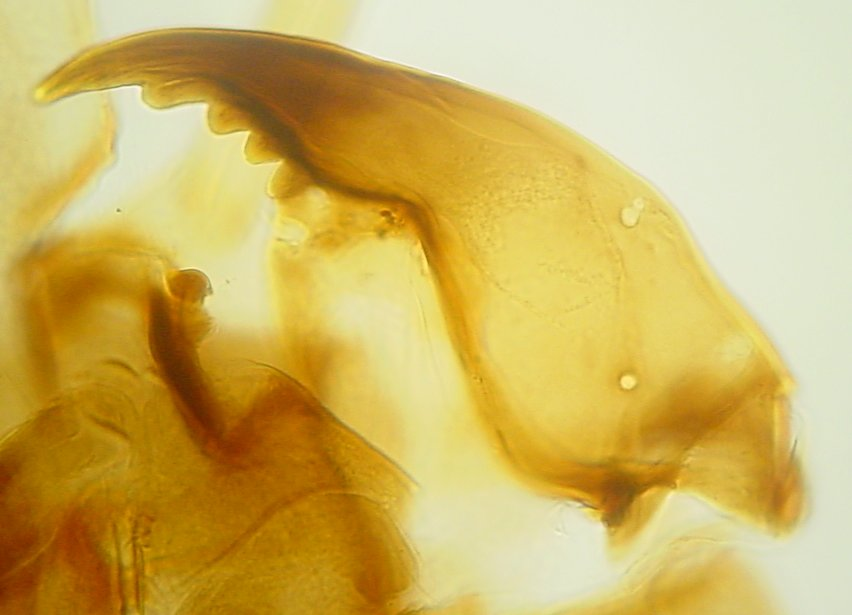
Mandíbula d'un insecte (sense palp).
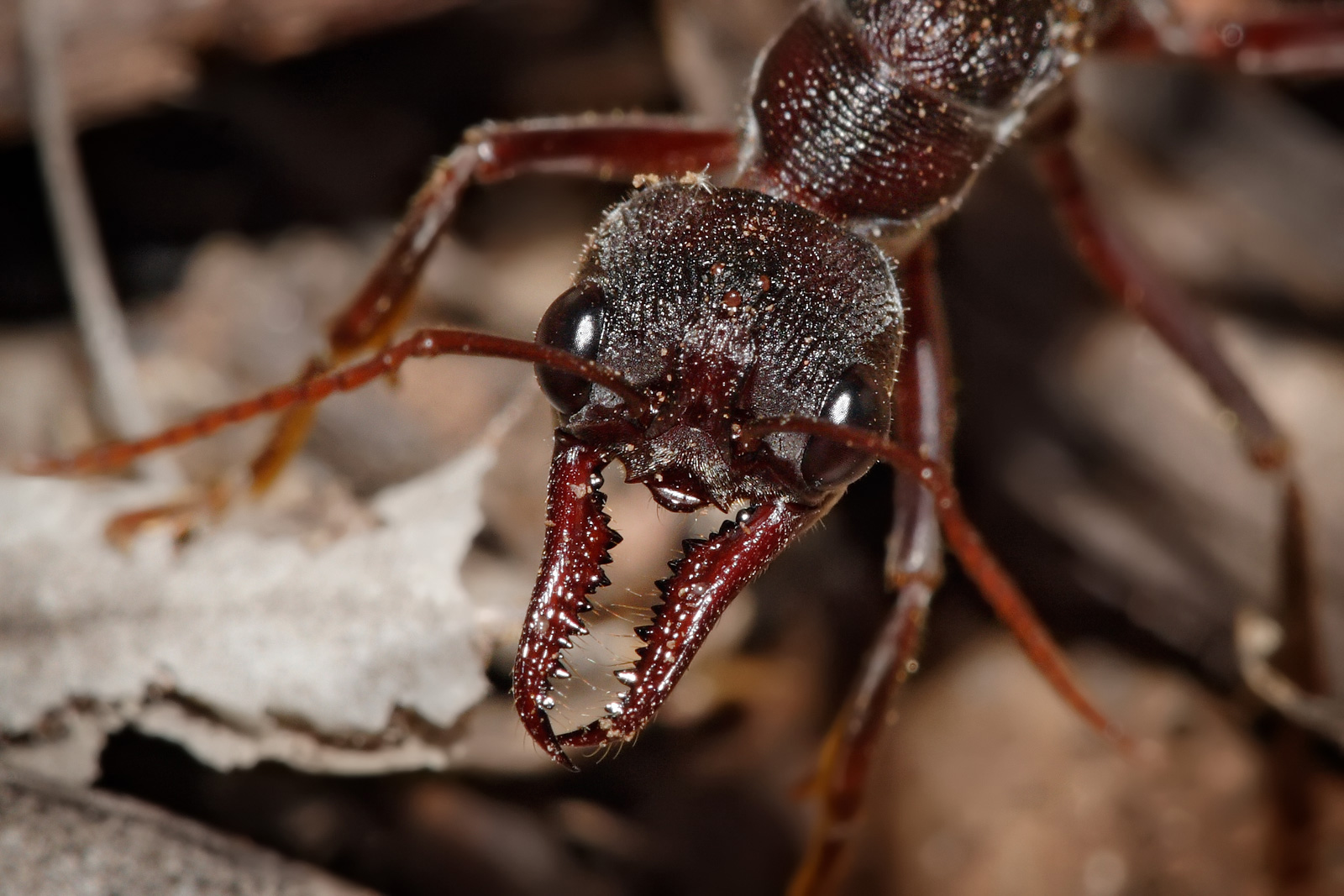
Mandíbules d'una formiga
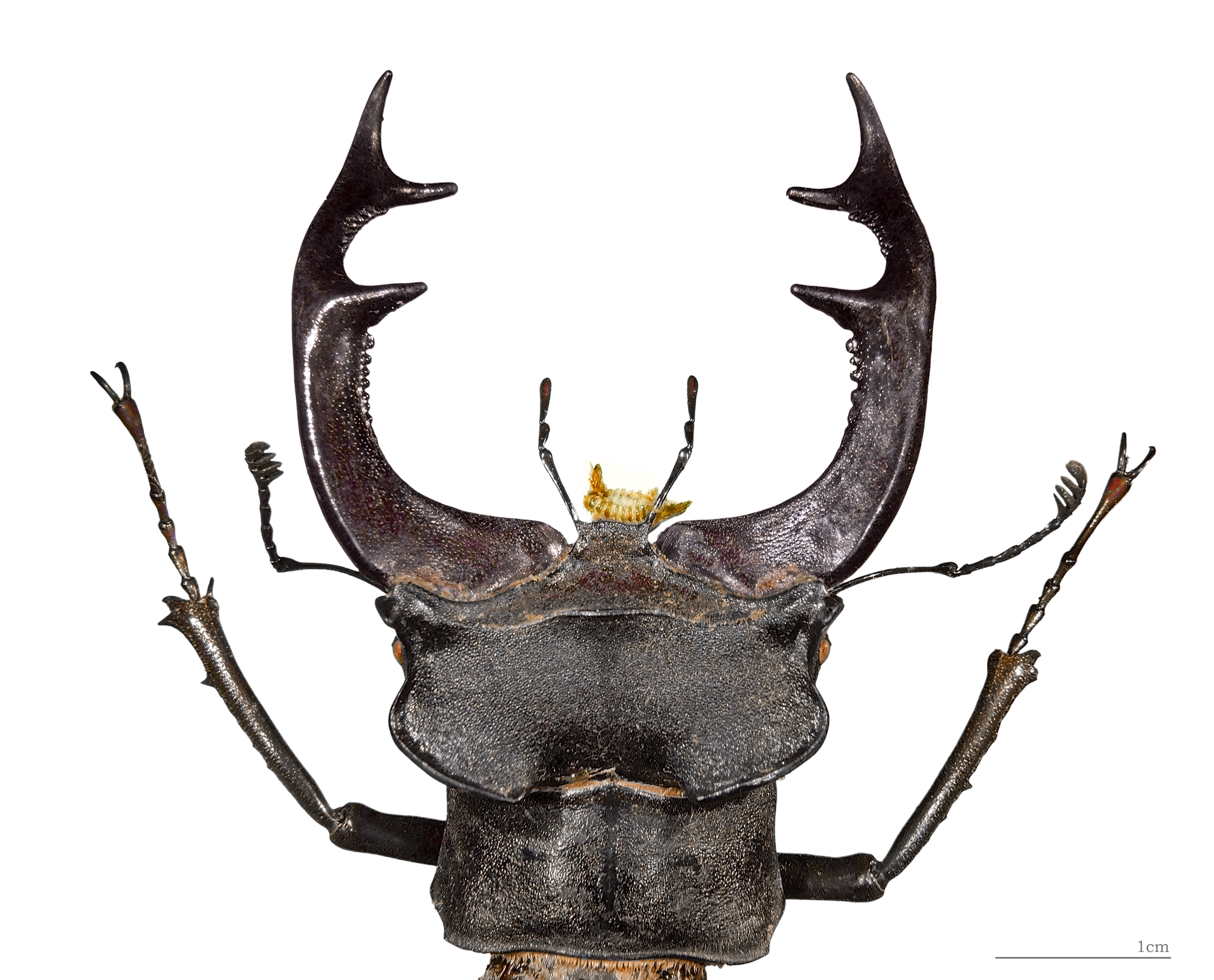
Enormes mandíbules de Lucanus cervus